# 器官培養
器官培養 （きかんばいよう、英: Organ culture、臓器培養）は、研究の組織培養手法から発展した手法である。器官培養によりin vitroで（試験管内で）実際に臓器自体を使用し、様々な状態の臓器の機能を正確にモデル化することができる。
器官の一部または全体はin vitroで培養することができる。この技術の主な目的は、組織の構造を維持し、それを正常に発生させることである。この技術では、組織を決して破壊したり損傷しないように、取り扱いには注意が必要である。成長する器官培養に使用される培地は、一般に、組織培養に使用される培地と同じである。 器官培養の技術は、（i）固体培地を用いるものと、（ii）液体培地を用いるものとに分類することができる。

## 現在の進捗
2006年4月、科学者らは、7人の患者から細胞を取り出し、培養し、膀胱の移植に成功した試験を報告した。この研究は、米国のノースカロライナ州のウェイクフォレスト大学再生医療研究所でAnthony Atalaによってなされた。顎骨もコロンビア大学で培養され、肺はイェール大学で培養された。拍動するラットの心臓は、ミネソタ大学のDoris Taylorによって培養された。人工腎臓はミシガン大学のH. David Humesによって培養された。
カイコの繭から切り出された絹は、心臓組織の培養のための足場として使用されている。心臓組織は損傷を受けた場合に再生されないので、置換パッチの生成は非常に重要である。この実験では、ラットの心臓細胞を用い、機能的な心臓組織を作製した。ヒトへの応用を治療法としてさらに試験するためには、ヒト幹細胞を心臓組織に変換する方法が必要である。
2016年に、複雑な心臓の構造を構築するために、ヒト細胞を使用した別の試験を行われた。ヒトの検体された心臓から、細胞を取り除き、心臓の細胞外マトリックスを残す。そのマトリックスを足場に患者の細胞を培養し、心臓を構築しようとした。心臓は結局は未熟であったが、幹細胞から心臓をつくるためにさらに一歩進んだことが示された。
2017年1月に、ソーク研究所の科学者たちは、臓器の成長に不可欠な遺伝子を欠損したブタの胚をつくり出した。彼らはその後、ヒトの幹細胞をそのブタの胚の中に導入して、その欠損部分をヒトの細胞で埋め、ヒトの細胞の臓器を得ようとした。

## 方法論

### In vitro培養
胚の器官培養は、成体動物由来の正常な器官培養より容易である。以下は、胚の器官培養に用いられる4つの技術である。

#### 血漿凝固法
以下は、血漿凝固法による器官培養における一般的な手順である。
1. 時計皿内で15滴の血漿と、5滴の胚抽出物とを混合し、血漿凝固を調製する。
2. ペトリ皿にガーゼを敷き、時計皿を置く。ガーゼは湿らせておき、時計皿からの蒸発を防ぐ。
3. 時計皿の血漿凝固物の上に、慎重に、小さく切り取った組織片を置く。

この技術は現在改造されており、レンズ紙やレーヨンネットなどのラフト（筏）に組織が置かれることもある。その場合、組織は、ラフトごと動かし容易に移動できる。古い培地の液体が除かれ、組織がのった網が、新鮮な培地に再び置かれる。

#### 寒天ゲル法
寒天で固めた培地も器官培養に使用され、これらの培地は、BSS中の1％寒天、ニワトリ胚抽出液およびウマの血清が7:3:3からなる。血清を含まない培地も使用される。寒天培地は培養する臓器を機械的に支える。胚の器官は一般的に寒天上で良好に生育するが、成体の器官培養はこの培地上では培養できない。
成人の臓器や、成体の動物の臓器の培養は、酸素の必要性がより高いため、より困難である。特別な装置を備えた特殊培地を用いて、様々な成人臓器（例えば肝臓）を培養した。血清は毒性があることが判明したので、血清を含まない培地が使用され、95％酸素の状態も保てる特別な装置が使用される。

##### ラフト法
この手法では、外植片（取り出した器官）をレンズ紙（レーヨン）のラフト（筏）の上に置き、これを時計皿の中の血清に浮かべる。レーヨンのラフトは、角にシリコーンをつけて血清上に浮遊させる。同様に、レンズ紙の浮遊性もシリコーンで処理することによって向上する。各ラフトには、通常4つ以上の外植片が配置される。ラフト法と血漿凝固法の組み合わせでは、まず外植片を適当なラフトの上に置き、次いでこれを血漿凝固上に保持する。この改変により、培地の変更が容易になり、外植片が液化血漿に沈むのを防止する。

##### グリッド法
1954年にTrowellによって考案されたグリッド法は、グリッドといわれる、25 mm×25 mmの適切な金網または穿孔されたステンレス鋼シートを利用し、その端部は約4 mmの高さの4本の脚部を形成するように曲げられている。
骨格組織は一般にグリッド上に直接置かれるが、腺や皮膚のような柔らかい組織は、まずラフトの上に置かれ、それがグリッド上に保持される。
グリッド自体は、グリッドがひたるくらいの液体の培地で満たされた培養チャンバー内に置かれる。 成人の哺乳類の器官は高い酸素濃度を必要とするために、チャンバーには酸素と二酸化炭素の混合物が供給される。グリッド法は改良されており、成体および胚組織の成長および分化を研究するために広く使用されている。

## 有用性
培養された臓器は、生きている人々や、死体から提供される臓器の代替物となり得る。これは先進国で、移植可能な他の人に由来する臓器が不足しているため有用である。もう1つの利点は、患者の幹細胞を使用して作製された臓器を培養し、臓器移植を可能にすることであり、そうなれば患者は免疫抑制薬を必要としない。

## 欠点
培養された器官を使った実験結果は、生体内では代謝されるものも代謝されないので、生体の研究（例えば、薬物を動物に投与してその作用をみるなどの研究）からの結果と比べると信用性は劣る。